# Краснов, Александр Геннадьевич (футболист)
Александр Геннадьевич Краснов (бел. Аляксандр Генадзевіч Красноў; род. 14 февраля 1998, Жодино, Минская область) — белорусский футболист, нападающий.

## Карьера

### «Торпедо-БелАЗ»
Воспитанник жодинского «Торпедо-БелАЗ». В 2014 году стал выступать за дублирующий состав клуба. Дебютировал за клуб 21 сентября 2016 года в матче Кубка Беларуси против «Витебска», выйдя на замену на 89 минуте. Затем продолжал выступать за дублирующий состав, играя за основную команду только в кубковых матчах. Дебютировал в Высшей Лиге 14 апреля 2018 года в матче против «Ислочи».

#### Аренда в «Смолевичи»
В августе 2018 года отправился в аренду в «Смолевичи» до конца сезона. Дебютировал за клуб 18 августа 2018 года в матче против «Минска». Закрепился в основной команде клуба. По окончании аренды покинул клуб и начал тренироваться с жодинской командой.
В начале нового сезона выступал за дублирующий состав жодинского клуба и в июле 2019 года снова отправился в аренду в «Смолевичи». Первый матч сыграл 20 июля 2019 года против гомельского «Локомотива». В следующем матче 17 августа 2019 года забил свой дебютный гол за клуб против «Барановичей». По окончании срока аренды покинул клуб.

### «Сморгонь»
В феврале 2020 года пополнил ряды «Сморгони». Дебютировал за клуб 18 апреля 2020 года в матче против речицкого «Спутника». Не смог закрепиться в клубе и в августе 2020 года перешёл в «Молодечно-2018» из Второй Лиги. Отличился за клуб 3 голами в 10 матчах и по окончании сезона покинул клуб.

### «Крумкачи»
В начале 2021 года проходил просмотр в минских «Крумкачах». Вскоре присоединился к клубу на постоянной основе. Дебютировал за клуб 18 апреля 2021 года в матче против гомельского «Локомотива». Дебютный гол за клуб забил 30 апреля 2021 года в матче против «Лиды». Закрепился в клубе, став одним из ключевых игроков. По итогу сезона провёл 27 матчей, в которых забил 5 голов и отдал 3 результативные передачи. В феврале 2022 года покинул клуб.

### «Макслайн»
В феврале отправился на просмотр в рогачёвский «Макслайн». Вскоре после товарищеского матча с «Энергетиком-БГУ» рогачёвский клуб объявил о подписании с футболиста. Дебютировал за клуб 9 апреля 2022 года в матче против пинской «Волны», также отличившись дебютным голом. В матче 15 мая 2022 года против «Лиды» отличился забитым дублем. Следующим дублем отличился в матче 29 мая 2022 года в рамках Кубка Беларуси против «Полоцка». С этого матча оформил голевую серию из 4 голов в 3 подряд матчах. Вскоре записал на свой счёт первый хет-трик в матче 23 июля 2022 года против «Молодечно». Начиная с этого матча оформил свою вторую голевую серию в сезоне, только уже отличившись 5 забитыми голами в 3 подряд матчах. С конца августа 2022 выбил из распоряжения клуба из-за травмы. Вернулся в распоряжение команды в ноябре 2022 года. По итогу сезона занял с клубом 4 место в турнирной таблице и отправился в стыковые матчи. По сумме 2 стыковых матчей против дзержинского «Арсенала» рогачёвский клуб смог завоевать путёвку в Высшую Лигу. Сам футболист стал 3 бомбардиром клуба с 10 голами.

### «Жодино-Южное»
В феврале 2023 года футболист проходил просмотр в «Жодино-Южное». В марте 2023 года футболист официально присоединился к жодинскому клубу. Дебютировал за клуб 1 апреля 2023 года в матче против пинской «Волны». Первыми голами за клуб отличился 22 апреля 2023 года в матче против «Нивы», оформив хет-трик. В матче 8 июля 2023 года против «Осиповичей» отличился забитым дублем. На протяжении всего сезона футболист был одним из ключевых игроков клуба, чередуя матчи в стартовом составе и со скамейки запасных, отличившись 12 забитыми голами и 5 результативными передачами во всех турнирах. По итогу сезона вместе с клубом занял итоговое седьмое место в чемпионате. В феврале 2024 года футболист покинул жодинский клуб, который по итогу прекратил своё существование.
В феврале 2024 года футболист присоединился к тренировкам с гомельским «Локомотивом».